# Castelo Artstetten
Castelo Artstetten (em alemão: Schloss Artstetten) é um castelo austríaco perto do vale Wachau, na Baixa Áustria, na comunidade de Artstetten-Pöbring.

## História
O Castelo Artstetten foi propriedade de um número de famílias ao longo dos séculos, até que foi comprado, em 1823, pelo imperador Francisco I da Áustria. Em 1852, o arquiduque Francisco Carlos tornou-se o proprietário, em seguida, ele deu em 1861 a seu terceiro filho, Carlos Luís. Em 1889, a propriedade foi dada para o arquiduque Francisco Fernando, que fez uma grande reforma no castelo.
Antigamente usado como uma residência de verão por membros da família dos Habsburgos, o castelo é agora o lugar de sepultamento de Francisco Fernando e de sua esposa Sofia, duquesa de Hohenberg, que foram assassinados em 1914. Ele também abriga o Museu Arquiduque Francisco Fernando.
O castelo continua a ser propriedade privada da família Hohenberg e partes do castelo estão abertas ao público para visitas. Após a morte de Francisco, duque de Hohenberg em 1977, a propriedade foi vendida para sua filha mais velha, a princesa Anita de Hohenberg. A Organização Anita Hohenberg foi criada em 2003, e ela e a sua família começaram a dirigir a propriedade.

## Moeda comemorativa
O castelo foi selecionado como o principal motivo para um alto valor de coleção de moedas de euro. O euro austríaco teve uma moeda comemorativa do Castelo de Artstetten, cunhada em 13 de outubro de 2004. O anverso da moeda mostra o castelo acima do Rio Danúbio, no limiar da região de Wachau. O reverso mostra a entrada para a cripta da família Hohenberg. Há dois retratos à esquerda, mostrando o arquiduque Francisco Fernando e sua esposa, Sofia.

## Enterros

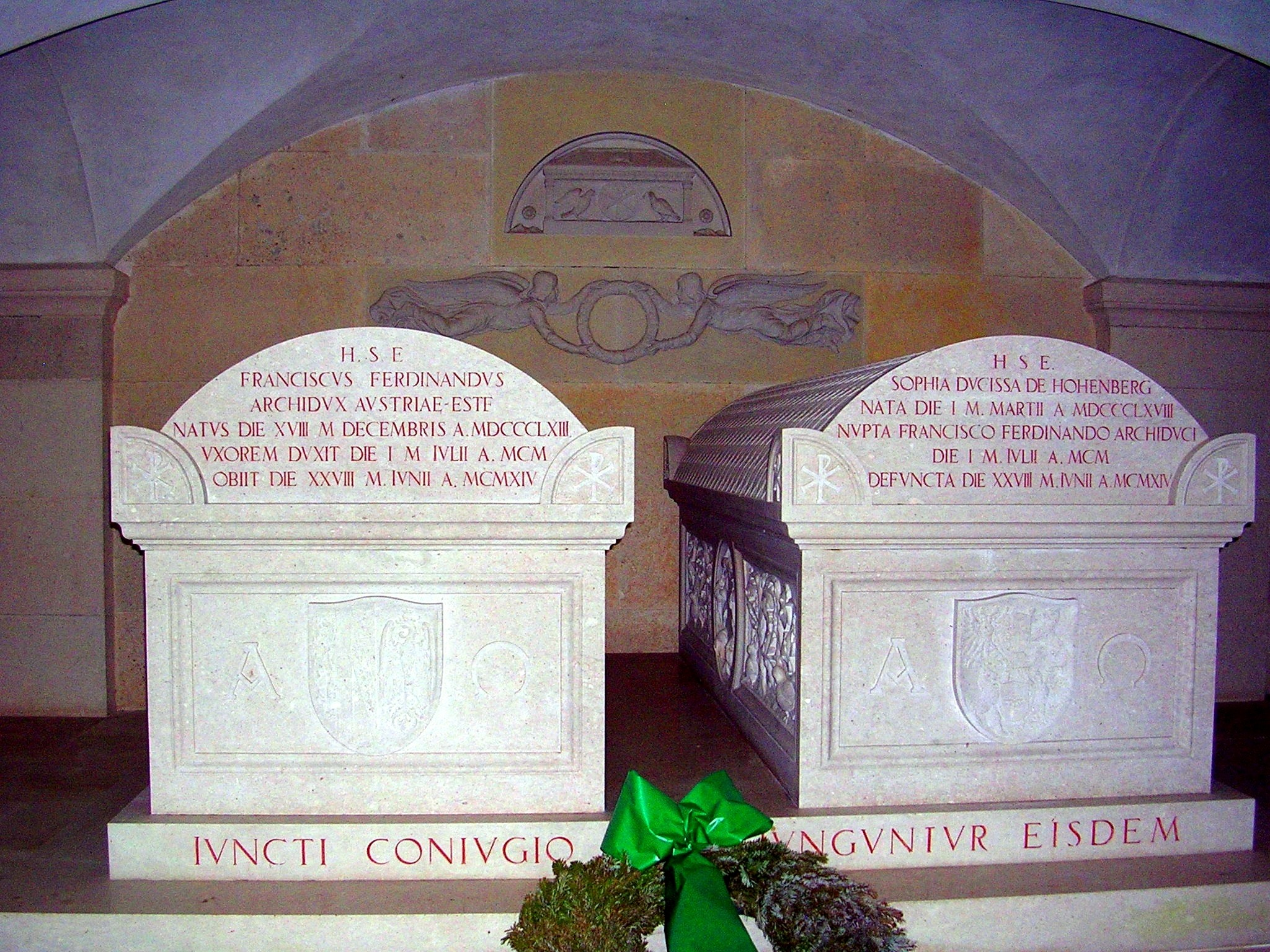
Sarcófago de Francisco Fernando, com o de sua mulher à direita

As pessoas notáveis sepultadas na cripta do castelo incluem:
- Arquiduque Francisco Fernando da Áustria (1863 – 1914), herdeiro presuntivo do Império Austro-húngaro, e sua esposa Sofia, Duquesa de Hohenberg (1868 – 1914), ambos assassinados por Gavrilo Princip em Sarajevo, em 28 de junho de 1914
- O terceiro filho nado-morto de Francisco Fernando e Sofia (1908)
- O príncipe Ernesto de Hohenberg (1904 – 1954), segundo filho de Francisco Fernando e Sofia
  - Maria Teresa Wood (1910 – 1985), esposa de Ernesto
- Maximiliano, 1º Duque de Hohenberg (1902 – 1962), filho mais velho de Francisco Fernando e Sofia
  - Condessa Maria Isabel de Waldburg, esposa de Maximiliano
- Francisco, 2º Duque de Hohenberg (1927 – 1977), o filho mais velho de Maximiliano
  - Princesa Isabel, Duquesa de Hohenberg (1922 – 2011), esposa de Francisco e membro da família grão-ducal do Luxemburgo